# Gena Turgel
Gena Turgel (født Goldfinger 1. februar 1923 i Kraków, død 7. juni 2018 i England) var en polskfødt britisk forfatter og holocaustoverlevende. Hun overlevede Auschwitz og giftede sig med en af soldaterne, der frigjorde Bergen-Belsen.

## Baggrund
Gena Turgel var den yngste af ni søskende i en velstående jødisk familie i Kraków. Forældrene Samuel og Estera Goldfinger drev et tekstilfirma. Faren døde, da hun var barn og moren overtog derefter driften af firmaet.

## Anden verdenskrig
Under den tyske besættelse blev familien i 1941, sammen med andre jøder, stuvet sammen i ghettoen Krakow. Firma, bolig og andre ejendele blev beslaglagt. De blev derefter ført til Płaszów koncentrationslejr, før de i 1944 blev sendt til fods til Auschwitz. Gena Turgel fortalte senere at hun blev lukket ind i et slags badeværelse sammen med flere hundrede andre uden at noget skete: Hun opdagede senere, at det var et gaskammer, og at et teknisk svigt reddede hendes liv.
Søsteren Hela døde med store smerter, da Josef Mengele i Auschwitz udførte et medicinsk eksperiment på hende. Da Auschwitz i januar 1945 blev tømt, blev hun og moren (de sidste overlevende i familien) sendt på fire ugers dødsmarch til Buchenwald og videre til Bergen-Belsen. I Bergen-Belsen arbejdede hun på sygestuen og plejede blandt andre Anne Frank, der var dødssyg af tyfus. Lejren blev befriet af britiske styrker 15. april 1945. Blandt soldatene var Norman Turgel. Hun beskrev Bergen-Belsen som et sted med bunker af lig overalt, og at det ikke var muligt at afgøre, om det var kvinder eller mænd.
| Citat                    | When I arrived in Bergen-Belsen concentration camp, I saw heaps of bodies lying around. Not just one or two, but mountains as high as a tree in the garden. You could not distinguish if they were men or women – bones, skeletons, children’s bodies. You can’t possibly imagine the state of the place, it was horrendous. | Citat |
| Gena Turgel, januar 2017 | |       |

Norman Turgel var del af en efterretningsenhed, der havde til opgave at anholde SS-kommandanter, blandt andet var han med ved arrestationen af lejrkommandant Josef Kramer. Tre dage efter at de mødtes på sygehuset i Bergen-Belsen blev de, til Genas overraskelse, forlovet; de havde knap nok indledt et forhold. Hun var afmagret og meget medtaget. Gena Goldfinger og Norman Turgel giftede sig i en synagoge i Lübeck 7. oktober 1945 til stor glæde for de overlevende jøder i menigheden.
Historien om dem blev en god nyhed i en svær tid. Britiske aviser kaldte hende Bride of Belsen. Da hun og Norman kom fra Tyskland til London, blev de mødt af journalister. Gena Turgel syede brudekjolen af faldskærmsstof, og den er udstillet i Imperial War Museum. Den jødiske militærkapellan (senere rabbiner) Leslie Hardman stod for vielsen. Hardman var med, da britiske styrker frigjorde Bergen-Belsen og stod for begravelsesceremonien for omkring 20.000 døde i lejren.

## Efterkrigstiden
Gena Turgel var den eneste af ni søskende, der overlevede. Moren overlevede også. Ægteparret Turgel slog sig ned i Storbritannien, og hun brugte efterhånden meget af sin tid på at formidle historien om holocaust. Hendes memoirer, I Light a Candle, udkom i 1987.
I 2000 udnævnte dronning Elizabeth hende til medlem af Order of the British Empire (MBE) for arbejdet med at lære nye generationer om holocaust.